# Pāvilosta
Pāvilosta è un comune della Lettonia appartenente alla regione storica della Curlandia di 3.233 abitanti (dati 2009).

## Località
Il comune è stato istituito nel 2003 ed è formato dalle seguenti località:
- Pāvilosta
- Saka
- Vērgale